# Mariusz Szyperko
Mariusz Stanisław Szyperko (ur. 23 stycznia 1930 w Warszawie, zm. 25 lutego 2016 tamże) – polski fotoreporter.

## Życiorys
Urodził się i wychował w Warszawie jako syn Jana i Irmy z Waszkiewiczów. W czasie powstania warszawskiego przebywał w Warszawie, a następnie został wraz z rodziną wysiedlony do obozu przejściowego Dulag 121 Pruszków. Do Warszawy powrócił w 1945. Był absolwentem Liceum Fotograficznego przy ul. Konwiktorskiej do którego uczęszczał w latach 1947–1950 oraz Zaocznego Zawodowego Studium Nauk Politycznych dla Dziennikarzy przy Uniwersytecie Warszawskim z 1974. W latach 1948–1951 pracował w Agencji Fotograficznej "Film Polski", a następnie w latach 1951–1991 już jako fotoreporter w Centralnej Agencji Fotograficznej w Warszawie. Jako fotoreporter CAF-u dokumentował między innymi odbudowę Zamku Królewskiego w Warszawie. Był członkiem Stowarzyszenia Dziennikarzy Polskich oraz Stowarzyszenia Dziennikarzy Rzeczypospolitej Polskiej. Zmarł 25 lutego 2016 i został pochowany na Cmentarzu w Wilanowie.
Odznaczony Krzyżem Kawalerskim Orderu Odrodzenia Polski.